# Behandlungstechnik
Behandlungstechnik wird das psychoanalytische Wissen und Handwerkszeug genannt, das in der Behandlung von Neurose und Psychose zur Anwendung gelangt. Neben der Krankheitslehre stellt die Behandlungstechnik den wichtigsten Theorieblock in der Ausbildung zum Psychoanalytiker dar.
Die Grundregel der Behandlungstechnik ist die freie Assoziation des Analysanden und deren Gegenstück, auf Seite des Analytikers, die gleichschwebende Aufmerksamkeit. Weitere zentrale Elemente sind Klärung, Konfrontation und Deutung, wobei sich Deutung in der psychoanalytischen Arbeit nicht nur auf Träume bezieht, sondern auch aktuelles Erleben und vergangenes Geschehen bearbeitet. Weiters wichtig sind Haltung und Einfühlung des Psychoanalytikers und der Rahmen, in dem die Behandlung stattfindet (das Setting). Der Behandelnde sollte auch über die Fähigkeit des szenischen Verstehens und des Haltens in Belastungs- und Krisensituationen (Containing und Support) verfügen.
Übertragung schließlich bezeichnet den Prozess, in dem Menschen bekannte – oft unbewusste – Muster, Gefühle, Erwartungen und Befürchtungen auf neue Beziehungen übertragen. So wiederholt sich in der Psychoanalyse oft ein früher Vater-Sohn-Konflikt oder eine problematische Beziehung zur Mutter, die dann im therapeutischen Prozess durchgearbeitet werden soll. Als Gegenübertragung werden jene Emotionen bezeichnet, die ein Analysand oder Patient beim Psychoanalytiker auslöst.